# منى بعزاوي
منى بعزاوي موناليزا العرب، شاعرة أصيلة معتمدية الشراردة من ولاية القيروان ”الأغالبة” من مواليد يونيو 1985 متحصلة على الماجستير في الحضارة العربية الحديثة بعنوان ”المرأة والشرف في الثقافة العربية المعاصرة.

## حياتها
ولدت الشاعرة منى بعزاوي في العاشر من حزيران عام 1985 بمنطقة الشراردة اصيلة التابعة لولاية القيروان التاريخية التي تسمى مدينة الاغالبة. تلقت تعليمها الاولي الابتدائي بمدرسة بئر الحلو بالشراردة وواخذت تعليمها الثانوي بالمعهد الثانوي بمدينة الشراردة أيضا ثم انتقلت إلى مدينة سوسة لتكمل تعليمها الأكاديمي بكلية الآداب والعلوم الإنسانية بمدينة سوسة التونسية.ثم حصلت على شهادة الماجستير عن رسالتها الموسومة المراة والشرف في الثقافة العربية المعاصرة اما الآن فهي تحضّر للحصول على شهادة الدكتوراه من المعهد العالي للغات من جامعة قرطاج في تونس العاصمة.

## حياته المهنية
هي شاعرة وكاتبة تونسية كتبت أطروحتها عن المرأة والشرف في الثقافة العربية المعاصرة، وتكتب حالياً أطروحة الدكتوراه الخاصة بها عن العرفان وأثره على التصوف الإسلامي. ونشرت ما لا يقل عن 15 مقالة أدبية وست مجموعات شعرية وكتابين حتى الآن، وتتحدث الفارسية أيضاً إضافة إلى اللغة العربية والفرنسية وإلى حد ما الإنجليزية.
اصدرت رغم صغر عمرها عدة دواوين شعرية وكتبا نثرية منها مايلي:
1- ديوان في النقد السياسي - صدرعن دارالاسدي بالعراق عام، 2012.
2- ديوان عشق وجنون -صدرعن دار الثقافية للنشر والتوزيع ب (المنستير) في تونس عام، 2013.
3- ديوان عشق وجزاء - صدرعن نفس الداراعلاه عام، 2014.
4- ديوان عشق يراقص القدر- صدر عن نفس الداراعلاه عام،2016.
5- مجلة الموناليزا صدر عدد واحد بعنوان (العشق)بقلم انثى صدرت في تونس عام، 2014.
6- المراة والشرف في الثقافة العربية المعاصرة - رسالة ماجستير صادرة في تونس عام، 2014.
احبت منى البعزاوي الادب وقرات الكثيرمن الكتب الادبية والدواوين الشعرية لفطاحل شعراء العربية ونظمت أول قصيدة لها عن الحرية ونشرتها في الصحف المحلية عندما كانت طالبة بالمعهد الثانوي. تقول:
عشقي أضرم النار
في قلب ملتهب
عشقي تمادى
بفعل وعتب
عشقي غرق
في بحر ثائر منقلب
عشقي أسال دمي
على تراب مغتصب
عشقي فاق السراب

و صار من لهب
منى بعزاوي هي شاعرة عرفت بنفسيتها التمردة على المالوف وعلى القوانين المكبلة للحرية ملقبة بموناليزا العرب وشاعرة العشق الابدي وتقول انها اختارت كنية (الموناليزا) اذ اغتبرت أن الموناليزا فلسفة نفسية تحاكي حالات نفسية خاصة بالذات الإنسانية إذا كان في حالة عشق أو سعادة أو حزن أو حتى في حالة الم لذلك أرادت أن يكون هذا الشعر الذي تنظمه وهذه الكلمات التي تنطقها صورة منعكسة لكل الحالات الإنسانية. تقول:
أمطري يا سماء
و أغسلي هذا العناء
أنا وحيد
و وحدتي فناء
أنا عاشق
و عشقي ليس بهوى
كلما اقتربت منها
عرفت معنى الحياة
كلما قبلتها
عشقت طعم الوفاء
غرقت في عشقها
غريق السحب في السماء
قلت لها يوما

أحبك
هي امراة تؤمن بقدسية الحرية والسلا م العالمي اذ تم اختيارها مؤخرا (سفيرة الديمقراطية والسلم الاجتماعي في الشرق الأوسط) نظرا لطرحها العديد القضايا الاجتماعية والسياسية والثقافية. تقول:
أحبك بلا قيود
أحبك من عهود
أحبك كالذنوب
أنت يا حبيبتي
قمر ينير الدروب
أنت يا قاتلي
ذنب مقترف كالذنوب
أنت يا سيدتي
شمس تحرق الفصول
أحبك حبا مجنونا
لا يراه إلا المسجون
يا نجمة بين النجوم
يا حارقة كل القلوب
من أجلك
عبرت كل البحور
و من أجلك اقترفت
كل الذنوب
أنت يا قاتلي
سلبت كل العروق
من فصيلة لفصيلة
ببصيرة العيون
أنت يا سيدتي
كوكب سماوي
يحرك الغروب
و يجعلني رجلا ضعيفا

بلا حدود
تثبت الشعر العربي يعيش ازمة ثقافية كبرى بعد ثورات الربيع العربي حيث أصبح القارئ بعيدا عن الثقافة وعن الأقلام الثقافية والابداعية وذلك يعود لأسباب عدة منها انتشار المعلومات الالكترونية وانتشار ثقافة الرأي في العالم العربي ومدى محدودية الفكر الذي أصبح يستهلك ولا ينتج لذلك تعتقد أن الشعر لابد أن ينفتح على مشاكل الشباب الاجتماعية والنفسية وأن يمس تجاربهم الذاتية. تقول:
أيتها العاشقة المتمردة
أيتها الوردة القاتلة
يا من ملكت الفؤاد ببسمة
يا من ملكت الروح بلدغة
رأيتك ترقصين....
على ضفاف القدر
رأيتك تتجملين بشفاه العمر
ها أنت الآن سيدة القلم
تغازلين الحرف
و تراقصين الألم
يا سيدة العشق
و هذا القصر
رفقا بهذا المتيم

رفقا بهذا القلم
نشرت "مجموعة قصائد لشعراء عرب عن الشهيد سليماني، الشاعرة منى بعزاوي أرسلت قصيدة عن الجنرال سليماني، حيث تتحدث فيها عن الشهيد وتقول: ’’الشهيد سليماني مدرسة مبادئ المقاومة وطريق النصر. تعلمنا من طريقته الخالدة حب الوطن وحب الاستقلال وعدم الانصياع للاستكبار العالمي. كان قائدا بطلاً في الميدان الذي قاوم فيه لآخر نفس. هو رجل شجاع كان يحارب دفاعا عن الحق وقاتل باسم الحق ونصرة الحق والمثل الأعلى لفلسطين، وكان له إيمان وإرادة راسختان.‘‘